# 麦克莱恩·沃德
麦克莱恩·沃德（英語：McLain Ward，1975年10月17日—），美国男子马术运动员。他曾代表美国参加2004年、2008年、2012年、2016年和2020年夏季奥林匹克运动会马术比赛，获得二枚金牌和二枚银牌。